# 礦泉水

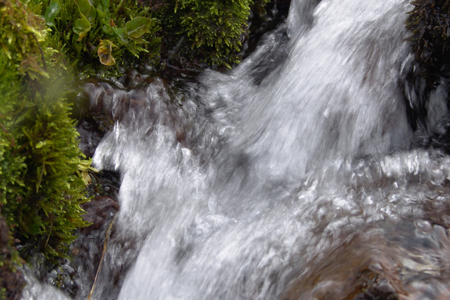
位于伊朗撒巴兰火山礦泉水源

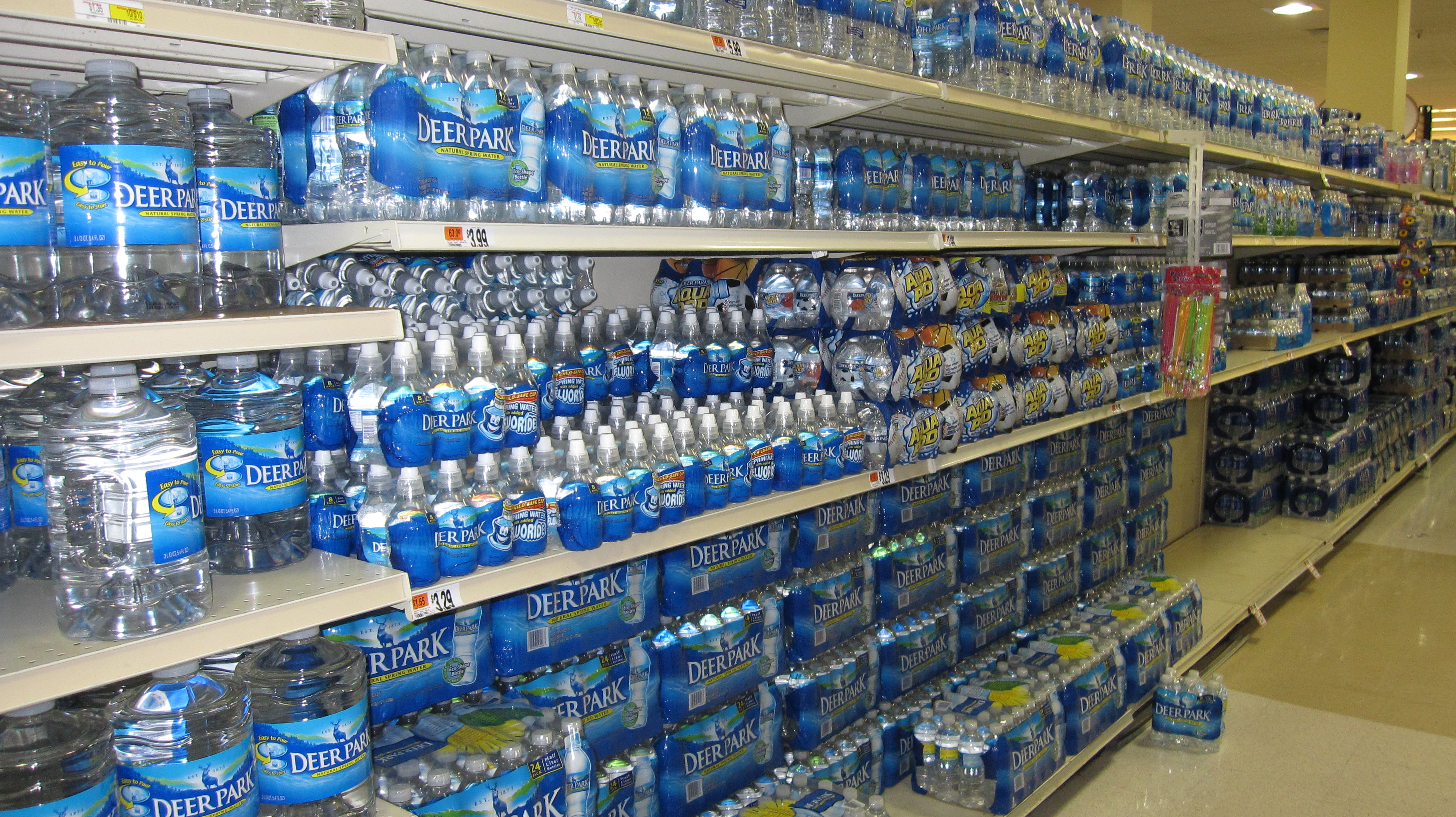
超市货架上不同规格的矿泉水

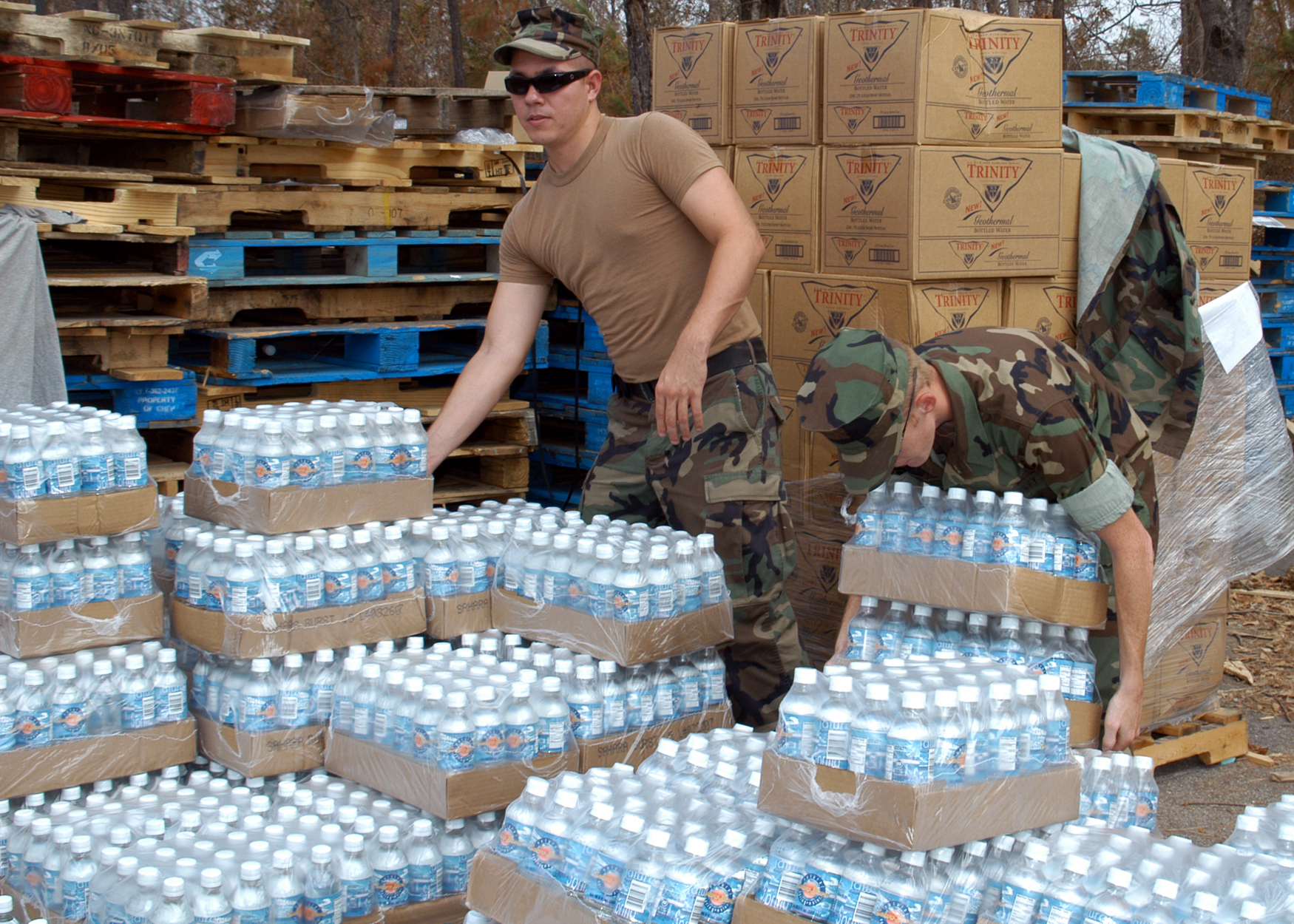
重度用户可以批发矿泉水以节约开支

礦泉水（英文：Mineral water）是指以地下礦泉涌出的水爲原料，含有礦物質、微量元素或其他物質的一類飲用水。市面上的瓶装礦泉水，一般盛裝在容量不等的塑料瓶中，通過超市、自動販賣機等渠道售賣，机构或活动主办方等有较大用水需求者也可以批量购买矿泉水以降低成本。此外，也有适用于饮水机的容量较大的桶装矿泉水。

## 硬度
礦泉水可根據鈣鹽和鎂鹽等礦物質的含量而劃分爲軟水和硬水。每公升的含量低於一百毫克為「軟水」、一百零一∼三百毫克為「中硬水」、三百零一毫克以上為「硬水」。

## 商業化
- 加拿大的礦泉水業發達，主要由溫哥華水業公司居大宗出口貨源，加拿大冰川水的品牌在國際上有知名度其中以芬尼灣水價格最高，目前加拿大以CFIA檢測標章為飲用礦泉水安全標準，芬尼灣冰川水中鈉含量为1.7-4.7mg/L是目前所有國家飲用水中罕見的天然低鈉水，但是否低鈉不在CFIA檢測之列只是商業宣傳價值。[2]
- 西藏的高原冰製水是亞洲的一大高價礦泉水來源，出口量增長較快，2019年上半年根據拉薩海關數據就達到154批、货值131万美元，發貨目的地為泰国、新加坡、港澳台的國際大盤商，目前西藏輔導礦泉水生產商都要取得HACCP体系认证。[3][4]